# Até que a Sorte Nos Separe 3: A Falência Final
Até que a Sorte Nos Separe 3: A Falência Final é o terceiro filme da franquia brasileira de comédia, Até que a Sorte nos Separe, lançado no final de dezembro de 2015. O filme foi lançado no contexto da crise econômica brasileira de 2014.
Inicialmente, o filme iria ser estreado na véspera de ano novo, porém, foi antecipado para véspera de Natal, no dia 24. O longa foi inspirado na obra de Gustavo Cerbasi, Casais Inteligentes Enriquecem Juntos. O filme foi executado entre o mês de setembro e outubro, filmado no bairro carioca de Vargem Pequena. O argumento do filme foi lançado em março de 2015. Até que a Sorte nos Separe 3: A Falência Final teve um orçamento de R$ 8 milhões.

## Sinopse
Após perder a herança da família em Las Vegas, Tino, já falido, arranja um trabalho de camelô na rua. Um dia é atropelado pelo filho do empresário mais rico do país, ficando assim por meses em coma. Quando acorda, Tino descobre que o jovem que o atropelou está apaixonado por sua filha, e os dois pretendem se casar.
Para gerar dinheiro para pagar pelo casamento, Tino é convidado pelo pai do seu genro para trabalhar em sua empresa. No exercício de suas novas funções, Tino leva a empresa à falência, por causa de um telefonema que ele não deveria atender,e acaba falindo o seu país.

## Elenco
- Leandro Hassum como Faustino "Tino" Araújo Peixoto / Dona Lola Araújo Peixoto
- Camila Morgado como Janice "Jane" Mendes Peixoto
- Julia Dalavia como Stefani "Teté" Peixoto
- Kiko Mascarenhas como Amauri Ferreira Alves Pinho
- Bruno Gissoni como Tom Barelli
- Emanuelle Araújo como Malu de Carmo-Barelli
- Leonardo Franco como Rique Barelli
- Aílton Graça como Adelson / Jaques
- Paulo Silvino como Padre Elias
- Daniel Filho como Elias Barelli
- Silvia Pfeifer como Nora Banks
- Mila Ribeiro como Dilma Rousseff
- Bemvindo Sequeira como Nestor Cerveró
- Henry Fiuka como Faustino "Juninho" Araújo Peixoto Júnior
- Ana Julia Freitas como Vitória Araújo Peixoto
- Flávio Pardal como apresentador do telejornal
- André Marques como ele mesmo
- Luciano Huck como ele mesmo

## Sátiras
O personagem de Rique Barelli é uma extensa sátira a Eike Batista: o homem mais rico do Brasil com uma companhia chamada KHX (Grupo EBX), casado com uma capa da Playboy que usa uma gargantilha com o nome do marido (Luma de Oliveira), com um filho que atropela Tino (Thor Batista atropelou e matou um ciclista), e que perde sua fortuna por más decisões financeiras. Há também referências à política do Brasil, com imitadores de Dilma Rousseff (PT) e Nestor Cerveró, citações à momentos infames da presidente - Dilma numa bicicleta "dando suas pedaladas", dizendo ser uma mulher sapiens e saudando uma mandioca - e escândalos políticos de 2015 como a Operação lava-jato e os desvios de dinheiro da Petrobras. Considerando que o lançamento do filme coincidiu com o Brasil sendo atingido por uma recessão econômica, o roteirista Paulo Cursino chegou a dizer que "brincamos de Nostradamus nesse filme. O filme tratar disso é bem legal, mas a nossa vontade é que o Brasil vá para frente e que as pessoas tenham dinheiro para ir ao cinema ver o nosso filme".

## Recepção

### Crítica
Em seu lançamento, o filme não foi bem recebido por críticos. A Folha de S. Paulo publicou uma resenha intitulada "'Até que a Sorte Nos Separe 3' bate todos os índices de ruindade", reclamando em especial de uma abordagem materialista e preconceituosa contra os pobres. Nayara Reynaud, do Cineweb, reagiu positivamente à participação de Daniel Filho e o fato do filme ser "oportuno, mas não necessariamente criativo", mas ressaltou que o filme tem uma execução apressada e piadas questionáveis.
O crítico de cinema, Rubens Ewald Filho, fez uma resenha positiva do filme e elogiou a atuação do Leandro Hassum. Também foram divididas muitas opiniões entre a comunidade do AdoroCinema.

### Público
Segundo dados da Rentrak Brasil, o filme atingiu um milhão e meio de espectadores com apenas de duas semanas em cartaz. Em fevereiro, atingiu a marca de três milhões de espectadores, atingindo 39 milhões de reais.